# Phí Cao Vân
Phí Cao Vân (tiếng Trung giản thể: 费高云, bính âm Hán ngữ: Fèi Gāoyún, sinh ngày 6 tháng 8 năm 1971, người Hán) là chính trị gia nước Cộng hòa Nhân dân Trung Hoa. Ông là Ủy viên dự khuyết Ủy ban Trung ương Đảng Cộng sản Trung Quốc khóa XX, hiện là Thường vụ Tỉnh ủy, Phó Bí thư Đảng tổ, Phó Tỉnh trưởng thường vụ Giang Tô. Ông từng là Bí thư Ủy ban Chính Pháp Tỉnh ủy Giang Tô.
Phí Cao Vân là đảng viên Đảng Cộng sản Trung Quốc, học vị Cử nhân Điện tử học, Thạc sĩ Quản lý công cộng. Ông có sự nghiệp đều hoạt động ở quê nhà Giang Tô, từ đơn vị hành chính cơ sở cho đến khi tham gia lãnh đạo tỉnh.

## Xuất thân và giáo dục
Phí Cao Vân sinh ngày 6 tháng 8 năm 1971 tại địa cấp thị Hoài An, tỉnh Giang Tô, Cộng hòa Nhân dân Trung Hoa. Ông lớn lên và tốt nghiệp cao trung ở Hoài An, thi cao khảo vào năm 1989 và đỗ Học viện Công Dương Châu, nay là Đại học Dương Châu, tới địa cấp thị này nhập học hệ công trình và khoa học điện tử vào tháng 9 cùng năm và tốt nghiệp cử nhân chuyên ngành kỹ thuật vô tuyến điện vào tháng 7 năm 1993. Sau đó gần 10 năm, từ tháng 3 năm 2002, ông tham gia chương trình cao học tại chức về quản lý công cộng ở Trường Quản lý công cộng thuộc Đại học Nam Kinh, nhận bằng thạc sĩ chuyên ngành này vào tháng 12 năm 2004. Ông từng được chính quyền địa phương cử đi học các khóa bồi dưỡng huấn luyện như khóa quản trị kinh doanh và quản lý công cộng của Dương Châu vào tháng 6–9 năm 2005, khóa nghiên cứu kinh tế dành cho nhân tài quản lý cấp cao của tỉnh Giang Tô từ tháng 11 năm 2009 đến tháng 1 năm 2010, tất cả đều tại Mỹ. Phí Cao Vân được kết nạp Đảng Cộng sản Trung Quốc vào tháng 12 năm 1992 tại trường Dương Châu.

## Sự nghiệp

### Các giai đoạn
Tháng 8 năm 1993, sau khi tốt nghiệp trường Dương Châu, Phí Cao Vân được phân về huyện Hàn Giang của Dương Châu, xuống trấn Thi Kiều để bắt đầu công tác với vị trí Phó Bí thư Đoàn Thanh niên Cộng sản Trung Quốc của trấn, rồi sau đó là bí thư. Sau 2 năm ở Thi Kiều, ông được thăng chức làm Phó Bí thư phụ trách chủ yếu công tác ở Huyện đoàn Hàn Giang, rồi Bí thư Huyện đoàn từ tháng 8 năm 1996. Vào tháng 5 năm 1999, ông lại được phân về địa phương cơ sở và lần này là hương Vận Tây, nhậm chức Phó Bí thư Hương ủy, Hương trưởng. Cuối năm sau, ông tới thành phố cấp huyện Nghi Chinh, vào Ủy ban Thường vụ Thị ủy, giữ chức Bí thư Ủy ban Kiểm Kỷ, sau đó là Phó Thị trưởng từ tháng 5 năm 2002, rồi kiêm thêm vị trí Phó Chủ nhiệm Ủy ban Quản lý Khu công nghiệp hóa học Dương Châu từ tháng 12 năm 2004. Giai đoạn này ông đi học cao học cũng như được cử đi bồi dưỡng, chuyển vị trí kiêm nhiệm ở khu công nghiệp hóa học thành Phó Bí thư Ủy ban Công tác Đảng, Chủ nhiệm. Đến cuối năm 2006, ông được bầu làm Phó Bí thư Thị ủy, Thị trưởng Nghi Chinh, và là Bí thư Thị ủy từ tháng 11 năm 2008, kiêm Bí thư Ủy ban Công tác Đảng khu công nghiệp hóa học từ tháng 10 năm 2009. Trong thời gian này, ở khu hóa học Dương Châu có sự kiện 3 nhà máy hóa chất sản xuất thuốc trừ sâu có độc tính cao bên cạnh khuôn viên mới của Trường Ngoại ngữ Thường Châu, xả thải trái phép và chôn lấp nước thải trong nhiều năm, gây ô nhiễm đất và nước ngầm nghiêm trọng, ảnh hưởng lớn lớn học sinh, sinh viên trường. Với tư cách là người lãnh đạo khu công nghiệp, Phí Cao Vân đã tiến hành thanh tra, kiểm tra cả khu công nghiệp lẫn khuôn viên trưởng, xử lý vụ việc.
Tháng 7 năm 2011, Phí Cao Vân được điều tới địa cấp thị Nam Thông, chỉ định vào Ủy ban Thường vụ Thị ủy, phân công làm Bí thư Quận ủy Thông Châu, trung tâm của Nam Thông. Ở Thông Châu gần 1 năm thì ông trở lại Thị ủy làm Bộ trưởng Bộ Tổ chức, chuyển sang kiêm nhiệm Bí thư Quận ủy Khải Đông, một quận ở đảo Sùng Minh đối diện với Thượng Hải. Vào tháng 2 năm 2013, ông rời Nam Thông, tới Thường Châu, nhậm chức Phó Bí thư Thị ủy, rồi được bầu làm Thị trưởng từ tháng 7 cùng năm. Sau đó 4 năm thì thăng cấp làm Bí thư Thị ủy, Chủ nhiệm Ủy ban Thường vụ Nhân đại Thường Châu.

### Cấp cao
Tháng 1 năm 2018, Phí Cao Vân được bổ nhiệm làm Phó Tỉnh trưởng, Thành viên Đảng tổ Chính phủ Nhân dân tỉnh Giang Tô. Ở cương vị này, vào ngày 21–22 tháng 3 năm 2019, sự kiện vụ nổ nhà máy hóa chất Hưởng Thủy cử Giang Tô diễn ra gây thiệt hại lớn về người và tài sản, với tư cách là Phó Tỉnh trưởng Giang Tô, Phí Cao Vân đã bị xử lý kỷ luật Đảng vào ngày 15 tháng 11 cùng năm. Đến tháng 1 năm 2021 thì ông được bầu vào Ủy ban Thường vụ Tỉnh ủy, phân công làm Bí thư Ủy ban Chính pháp Tỉnh ủy Giang Tô. Sang cuối năm này, vào ngày 1 tháng 12 thì ông trở lại làm Phó Tỉnh trưởng, được trao quyền lực làm Phó Bí thư Đảng tổ, Phó Tỉnh trưởng thường vụ. Cuối năm 2022, ông tham dự Đại hội Đảng Cộng sản Trung Quốc lần thứ XX từ đoàn đại biểu Giang Tô. Trong quá trình bầu cử tại đại hội, ông được bầu làm Ủy viên dự khuyết Ủy ban Trung ương Đảng Cộng sản Trung Quốc khóa XX.